# Byrdokwa
Byrdokwa (bułg. Бърдоква) – wieś w Bułgarii, w obwodzie Razgrad, w gminie Isperich. W 2023 roku liczyła 337 mieszkańców.